# Aloe elongata
Aloe elongata é uma espécie de liliopsida do gênero Aloe, pertencente à família Asphodelaceae.